# لوتا المبلاد
لوتا المبلاد (انگلیسی: Lotta Almblad؛ زادهٔ ۲۸ آوریل ۱۹۷۲) بازیکن هاکی روی یخ اهل سوئد است.